# Alice Stewart
Ne doit pas être confondu avec Alice Stewart Ker.
Alice Mary Stewart, née Naish (4 octobre 1906 - 3 juin 2002) est une médecin et épidémiologiste britannique spécialisée dans la médecine sociale et les effets des radiations sur la santé.
Son étude sur les maladies radio-induites chez les travailleurs du complexe nucléaire de Hanford dans l'État de Washington aux États-Unis, est fréquemment citée pour démontrer les dangers réels des rayonnements de faible intensité. Elle a été la première à établir le lien entre les radiographies des femmes enceintes et la maladie chez leurs enfants.
Elle a reçu le Right Livelihood Award en 1986.

## Biographie

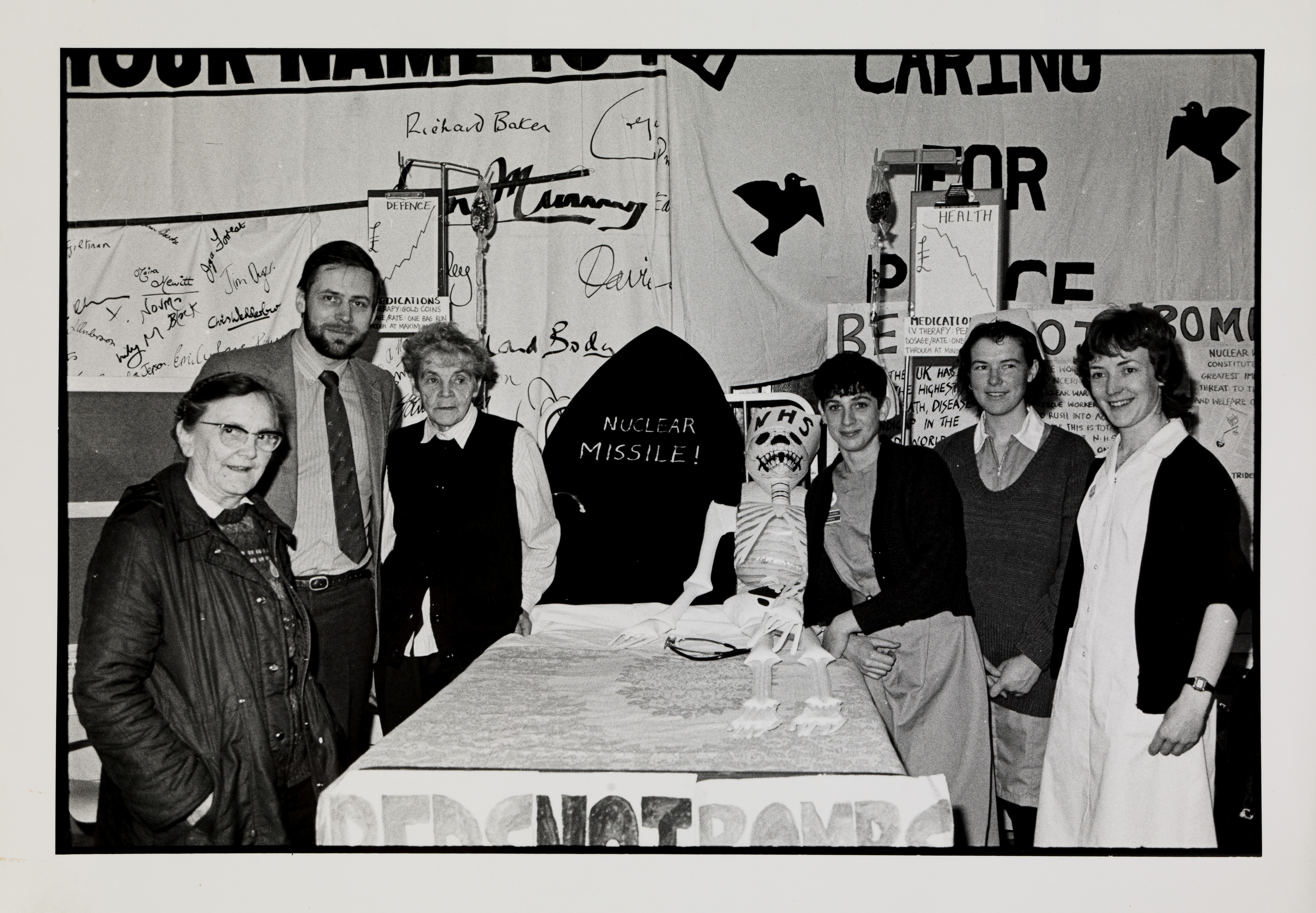
Alice Stewart avec des médecins et infirmiers d'Édimbourg.

Alice Stewart est née le 4 octobre 1906 à Sheffield, en Angleterre. Ses parents, Albert Naish et Lucy (née Wellburn) sont tous deux médecins et pionniers de la pédiatrie.
Elle a trois sœurs et cinq frères dont John est également devenu membre du Collège royal de médecine.
Alice Stewart étudie la médecine au Girton College de l'université de Cambridge et fait son internat à partir de 1932 au Royal Free Hospital de Londres. Elle fait des stages à l'hôpital pour enfants de Manchester et à la London School of Hygiene de Londres avant de retourner au Royal Free Hospital en tant que registrar (médecin spécialisé).
En 1941, elle obtient un poste d'enseignante au département de médecine clinique de Nuffield de l'Université d'Oxford. Elle y développe son intérêt pour la médecine sociale en travaillant pour le Conseil de recherches médicales. Elle étudie notamment les problèmes de santé rencontrés par les ouvriers préparant les munitions de la Seconde Guerre mondiale. Ses résultats, qui révèlent que l'exposition au TNT altère la capacité de l'organisme à former du sang mènent la Grande-Bretagne à modifier ses techniques de fabrication.   
Peu après la guerre, Alice Stewart est invitée à participer aux enquêtes d'Oxford sur la santé des enfants. L'institution recueille depuis trente ans des renseignements sur des centaines de milliers d'enfants de Grande-Bretagne et repère que le nombre de leucémies infantiles est en augmentation. Alice Stewart révèle un lien entre les cas de leucémie avant l'âge de 10 ans et l'exposition de la mère aux rayons X en début de grossesse.  
Si ses études conduisent à des évolutions des pratiques dans les hôpitaux, cela ne se passe pas sans heurt. En effet, les conclusions d'Oxford ne s'arrêtent pas à la question des leucémies infantiles. Elles abordent également celle de l'élimination des déchets nucléaires et laissent entendre que les rayonnements de faible intensité pourraient avoir des conséquences sur les ouvriers du nucléaire et le grand public. Alice Stewart affronte sur ce point de nombreux physiciens et radiobiologistes, la Commission internationale de protection radiologique (CIPR) et les lobbies nucléaires.  
En 1986, elle reçoit le Right Livelihood Award, parfois désigné sous le nom de « prix Nobel alternatif » pour avoir « mis en lumière, face à l'opposition officielle, les dangers réels des rayonnements de faible intensité ».